# Psittacodrillia
Psittacodrillia is een geslacht van weekdieren uit de klasse van de Gastropoda (slakken).

## Soorten
- Psittacodrillia albonodulosa (E. A. Smith, 1904)
- Psittacodrillia bairstowi (Sowerby III, 1886)
- Psittacodrillia diversa (E. A. Smith, 1882)